# Bill Mauldin
Pour les articles homonymes, voir Mauldin.
William Henry Mauldin, dit Bill Mauldin (né le 29 octobre 1921 à Mountain Park et mort le 22 janvier 2003 à Newport Beach en Californie) est un dessinateur de presse et caricaturiste américain deux fois récompensé par le prix Pulitzer. Il doit sa célébrité à ses bandes dessinées de la Seconde Guerre mondiale mettant en scène deux archétypes du soldat américain, « Willie and Joe », fantassins grincheux et débraillés qui endurent stoïquement les peines et les dangers du front. Ces dessins connurent une énorme popularité au sein de l'Armée américaine, que ce soit aux États-Unis ou sur les théâtres d'opération outre-mer.

## Biographie

### Enfance et jeunesse
Mauldin est né à Mountain Park, une bourgade du Nouveau-Mexique. Son grand-père avait servi comme éclaireur de cavalerie au cours des guerres apaches et son père avait été artilleur pendant la Première Guerre mondiale. Après des études élémentaires à Phoenix, Mauldin suivit les cours de Ruth VanSickle Ford à l’Academy of Fine Arts de Chicago. Mauldin fit la connaissance de Will Lang Jr., le futur directeur de Life Magazine, et ils devinrent bientôt amis. En 1940, Mauldin rejoignit les rangs de l'armée américaine via l’Arizona National Guard.

### Correspondant de guerre
Versé dans la 45e Division d’Infanterie, Mauldin se porta volontaire pour participer au journal de son unité, où ses bandes dessinées mettaient en scène des simples soldats (appelé familièrement dogfaces, c'est-à-dire « bidasses »). Avec le temps, l'action de la série se concentra sur deux personnages récurrents, Willie (inspiré par son ami Irving Richtel) et Joe, qui devinrent les symboles du GI moyen.
En juillet 1943, Mauldin, promu sergent du service de presse de la 45e Division, prit part au débarquement en Sicile puis à l’invasion de l’Italie. Mauldin commença à collaborer au Stars and Stripes, le journal de l'armée américaine, en plus de ses fonctions au 45th Division News ;  puis en février 1944 il fut affecté officiellement à la rédaction du Stars and Stripes . En mars 1944, il avait droit à sa propre jeep, avec laquelle il faisait le tour du front, faisant provision de faits et d'anecdotes, de façon à publier six histoires par semaine. Vers la fin de la Seconde Guerre mondiale, ses histoires étaient lues non seulement par tous les soldats américains stationnés en Europe mais devenaient aussi populaires aux États-Unis. Le War Office encourageait leur diffusion, car non seulement elles assuraient la promotion de l'armée de terre, mais elles montraient aussi la dureté des conditions de vie et l'âpreté des combats, en faisant passer l’idée que la guerre n'était pas gagnée d'avance. Willie faisait la couverture de Time Magazine le 18 juin 1945, et Mauldin lui-même dessina la page de couverture du numéro du 21 juillet 1961.
Les officiers d'active qui s'étaient engagés dans l’armée avant Pearl Harbour étaient l'une des cibles favorites des dessins de Mauldin, qui moquait leur goût du clinquant et leur culte de l’obéissance aveugle, discipline davantage praticable en temps de paix qu’au feu. Le général Patton finit par convoquer Mauldin et le menaça de le « mettre aux arrêts à coups de pied au cul » (throw his ass in jail) pour avoir semé la discorde (spreading dissent) ; peu auparavant, Mauldin avait tourné en dérision un ordre de Patton exigeant que tous les soldats restent bien rasés, même au combat. Mais Dwight Eisenhower, généralissime des forces alliées sur le front européen, convainquit Patton de ménager Mauldin, car les dessins du caricaturiste donnaient aux soldats un exutoire à leurs rancœurs. Mauldin devait déclarer par la suite : « J’ai toujours eu de l’admiration pour Patton. Oh, bien sûr, cet imbécile était un fou furieux. Il était dingue. Il se croyait revenu à l’époque des invasions barbares. Pour lui, les soldats n’étaient que des paysans. Je n’aimais pas ce comportement, mais je respectais ses idées et la façon qu’il avait de convaincre les hommes de quitter leurs trous de renard. »
Les dessins de Mauldin firent de lui un héros aux yeux de la troupe. Les GIs ont souvent dit combien il les avait aidés à passer les rigueurs du front. Sa popularité parmi les hommes de troupe s'accrut encore davantage lorsqu'on apprit qu’il avait été blessé d'un tir de mortier à Monte Cassino en septembre 1943, en se rendant auprès d'un nid de mitrailleuse. À la fin de la guerre, il fut décoré de la Legion of Merit pour son travail de journaliste. Mauldin envisageait de faire mourir Willie et Joe le dernier jour de la guerre, mais la rédaction de Stars and Stripes l'en dissuada.

### L'Après-guerre

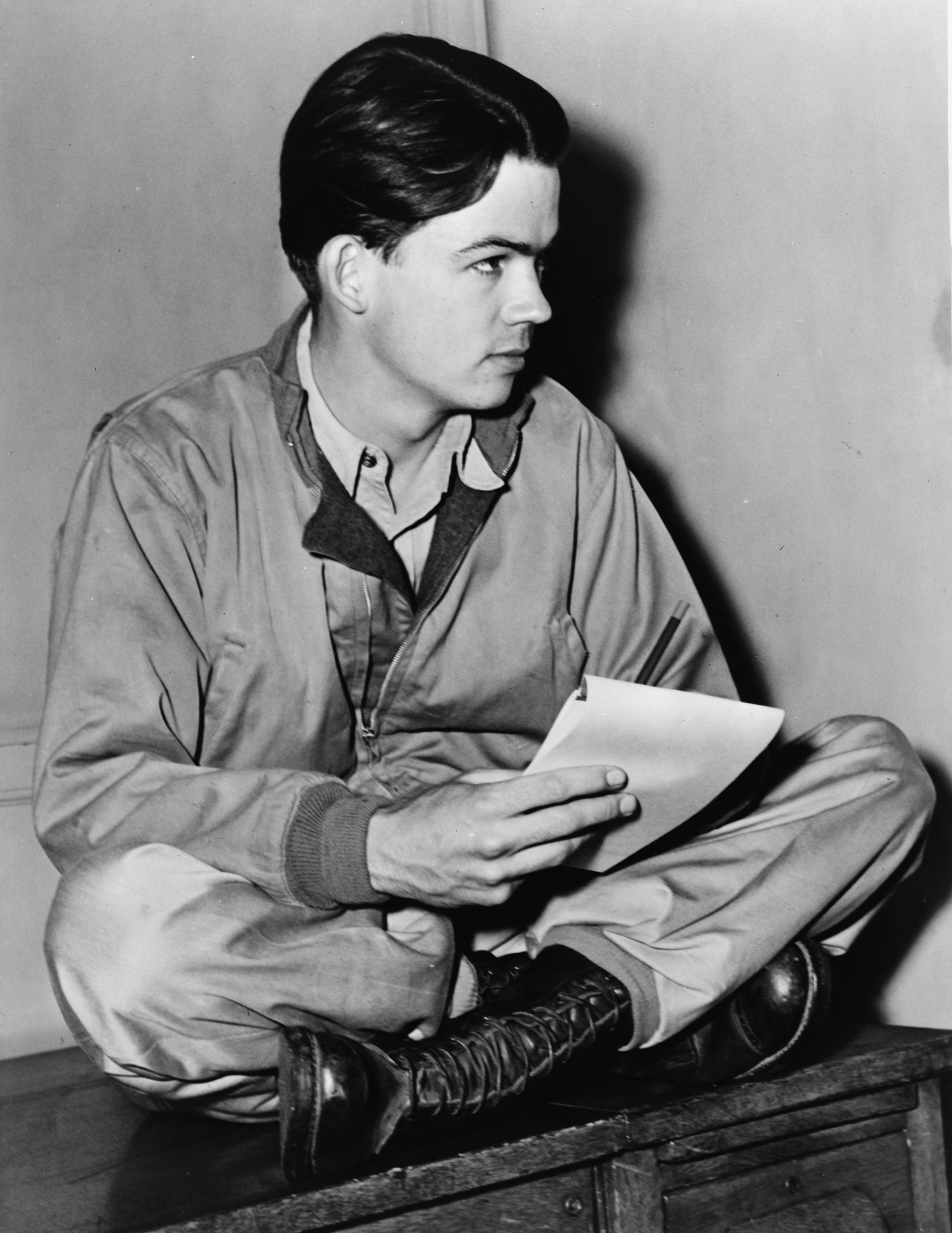
Mauldin en 1945

En 1945, Mauldin, âgé de seulement 23 ans, se vit récompensé du prix Pulitzer. Son premier recueil de bandes dessinées, Up Front, devint un best-seller : les histoires courtes entremêlées formaient un tableau riche et vivant de ses impressions de guerre.
Après la guerre, Mauldin se mit à la caricature politique, exprimant le plus souvent un point de vue libertaire proche de celui de l’Union américaine pour les libertés civiles. Les éditeurs de journaux ne les publièrent qu'avec circonspection, quelque peu déçus de ne pas retrouver l’apolitisme des personnages Willie et Joe. Mais d'ailleurs, les tentatives faites par Mauldin pour ramener Willie et Joe à la vie civile furent des échecs, comme il l'avoue lui-même dans ses mémoires, Back Home (1947).
En 1959, il obtint de nouveau le prix Pulitzer pour un dessin de presse représentant Boris Pasternak, l’auteur du célébrissime « Docteur Jivago » , enfermé dans un goulag et qui dit à un autre détenu : « J'ai eu le prix Nobel de littérature. Et toi, quel crime as-tu commis? »
Il délaissa quelque temps la bande dessinée, se partageant entre des apparitions au cinéma, le journalisme freelance et travaillant comme illustrateur d’articles et de livres, dont celui sur la guerre de Corée. Il ne renoua avec les personnages de Willie et Joe que pour la commémoration des funérailles des généraux Bradley et Marshall, tous deux considérés comme proches des hommes de troupe par les anciens combattants ; il illustra encore un article de Life Magazine sur l’« armée nouvelle », et rendit hommage en BD à son collègue, Milton Caniff.

### Candidat au Congrès
En 1956, il remporta les élections pour le Congrès des États-Unis sous la bannière du parti Démocrate dans le 28e District de New York. De cette campagne, Mauldin rapporta par la suite : « Je me suis jeté dans la lutte politique tête la première et j'ai fait campagne sept-huit mois. Je me suis retrouvé à parcourir les districts ruraux et là, mon passé m'a rattrapé. Un fermier reconnaît d'emblée un autre fermier quand il en a un en face de lui. Alors quand je leur parlais de leurs problèmes, je m'exprimais en toute sincérité ; mais lorsqu'ils me questionnaient sur les affaires étrangères ou la politique intérieure, mes opinions étaient beaucoup trop à gauche pour eux. Encore une fois, je suis un démocrate du courant Truman, je ne suis pas un gauchiste, mais de leur point de vue j'en étais un »

### Retour au dessin de presse
En 1958, il revint au dessin de presse pour la une du St. Louis Post-Dispatch. L’année suivante, il remporta un second prix Pulitzer et le prix de la National Cartoonist Society. En 1962, le prix Reuben couronnait son travail. En 1962 il passa au Chicago Sun-Times. C’est dans ce journal qu’en 1963, après l’assassinat du Président Kennedy, parut son plus célèbre dessin : il représente la statue d’Abraham Lincoln au Lincoln Memorial, pleurant le visage dans les mains.
En 1969, Mauldin fut chargé par le National Safety Council d’illustrer la brochure sur la sécurité routière, publiée annuellement. Jusque-là, tous les cartoons de l’ex-GI étaient libres de droit d’auteur, mais dans ce cas précis, il fut stipulé que les dessins de Mauldin étaient protégés, même si le texte de la brochure, lui, ne l’était pas.
Mauldin resta au Sun-Times jusqu'à sa retraite en 1991. Son nom fut ajouté dans le Walk of Fame de St. Louis  le 19 mai 1991. Le 19 septembre 2001, le porte-parole des armées Jack L. Tilley remit à Mauldin une lettre personnelle de l’Army Chief of Staff, le général Shinseki, ainsi qu'un livre d'or signé des plus hauts dignitaires de l'armée américaine et de plusieurs célébrités dont Walter Cronkite, Tom Brokaw et Tom Hanks. Il décerna également à Mauldin le grade honorifique de sergent-chef.
En 1998, à l'occasion du 11 novembre, Mauldin donna une dernière fois des dessins de « Willie and Joe », pour les insérer dans les Peanuts. Charles M. Schulz, le créateur de la série Peanuts et lui-même ancien combattant de la Seconde Guerre mondiale, décrivait volontiers Mauldin comme un héros. Il signa la bande dessinée Schulz, and my Hero, puis invita Mauldin à signer les dessins.
Frappé de la maladie d'Alzheimer, Mauldin mourut le 22 janvier 2003 des suites de brûlures reçues en prenant un bain trop chaud, et fut inhumé au Cimetière national d'Arlington le 29 janvier 2003. Marié à trois reprises, il laisse sept enfants (l'une de ses filles, Kaja, était décédée d'un lymphome non-Hodgkinsien en 2001).
En 2005, Michael Vance fit ajouter le nom de Mauldin à l’Oklahoma Cartoonists Hall of Fame de Pauls Valley (Oklahoma).
Le 31 mars 2010, les Postes américaines ont édité un timbre (0,44 $) en l'honneur de Mauldin : l'artiste est représenté avec ses deux héros, Willie et Joe.

## Albums
- Up Front — 1945
- Back Home — 1947
- A Sort of a Saga — 1949
- Bill Mauldin's Army — 1951
- Bill Mauldin in Korea — 1952
- What's Got Your Back Up? — 1961
- I've Decided I Want My Seat Back — 1965
- The Brass Ring — 1971
- Let's Declare Ourselves Winners — 1985

En avril 2008, Fantagraphics Books, avec l'aide de Todd DePastino, a réédité intégralement les aventures de Willie and Joe en deux volumes sous le titre Willie & Joe: The WWII Years.

## Mauldin et l'auteur desPeanuts
De 1969 à 1998, Charles M. Schulz (lui-même ancien GI) rendait régulièrement hommage à Bill Mauldin dans les numéros spéciaux de Peanuts consacrés à la Journée des anciens combattants : Snoopy, portant un uniforme d'ancien combattant, va chez Mauldin pour y « vider quelques bières et échanger des souvenirs de guerre. »  Schulz publia au total 17 visites de Snoopy. Schulz rendit également hommage à Rosie the Riveter (en 1976), et Ernie Pyle (en 1997 et 1999).

## Filmographie
Les films Deux GI en vadrouille (Up Front) (1951) et Back at the Front (1952) mettent en scène les deux personnages de bandes dessinées créés par Mauldin, Willie et Joe ; les conseils de Mauldin ayant été dédaignés des producteurs pour faire une comédie burlesque, il refusa d'être rémunéré, alléguant qu'il n'avait jamais pu assister à une projection.
Mauldin joua aussi dans les films La Charge victorieuse et Teresa (1951), interprétant même son propre rôle dans un  documentaire de 1998, America in the '40s. Il apparaît également en interview dans le documentaire Le Monde en guerre de Thames Television.

## Prix
- 1945 : Prix Pulitzer du dessin de presse
- 1959 : Prix Pulitzer du dessin de presse pour  I won the Nobel Prize for Literature. What was your crime?
- 1960 : Té d'argent et prix du dessin de presse de la National Cartoonists Society
- 1962 : Prix Reuben, pour ses dessins de presse